# Unione Italiana Sport Per tutti
La UISP (acronimo di Unione Italiana Sport Per tutti, in precedenza Unione Italiana Sport Popolare) è un'associazione di promozione sociale riconosciuta dal Ministero del lavoro e delle politiche sociali ed un ente di promozione sportiva riconosciuto dal CONI, presente sull'intero territorio italiano.

## Storia
Fondata nel 1948, con sede a Roma, l'Unione Italiana Sport Popolare nacque come organizzazione sportiva vicina al PCI ed al PSI. Lo scopo originario dell'UISP era quello di promuovere la cultura e la pratica dello sport tra le classi popolari, cioè tra i lavoratori, in particolare operai. La UISP delle origini si caratterizzava come una tipica organizzazione di massa.
A partire dalla fine degli anni cinquanta, l'UISP avviò un processo di autonomizzazione dai partiti, che la portò, nel 1974, a essere riconosciuta dal CONI come ente di promozione sportiva.

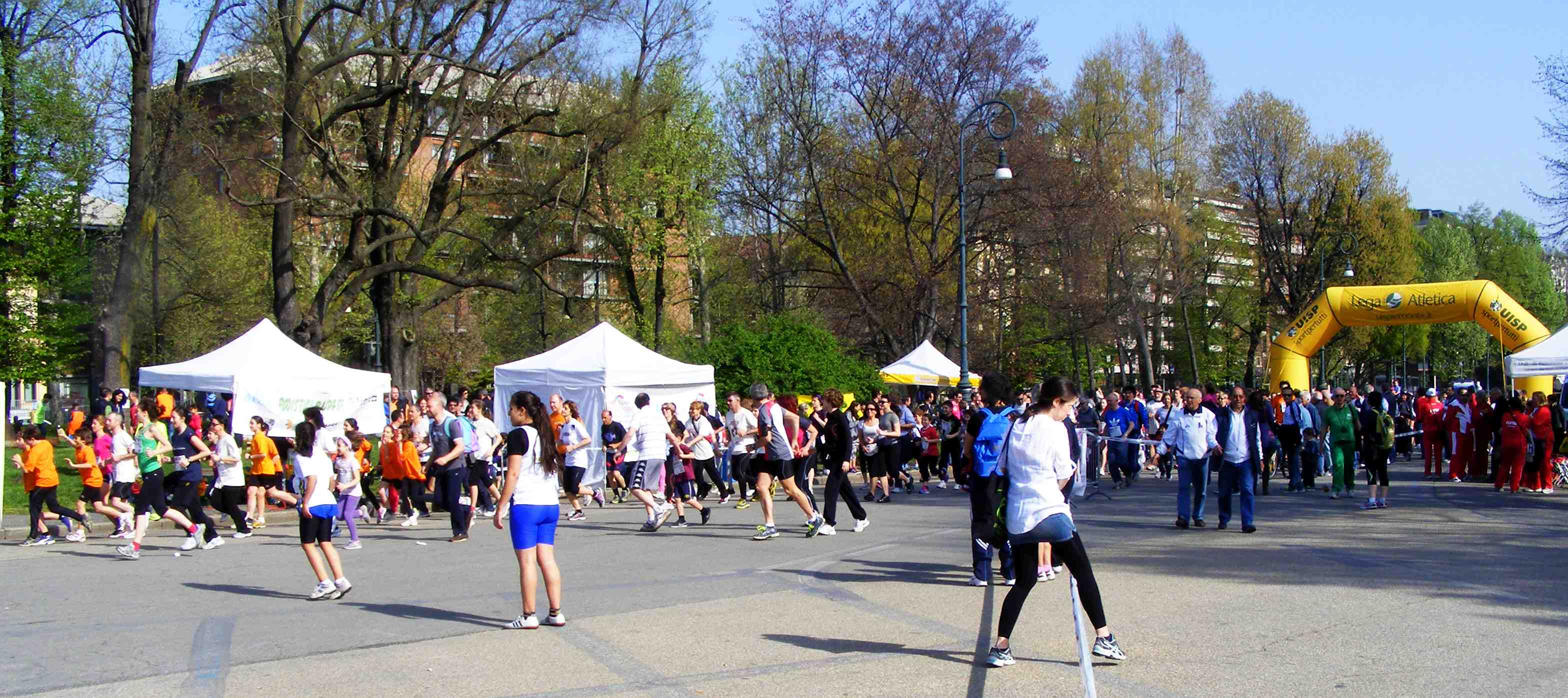
Edizione del 2014 di Vivicittà a Torino (Parco del Valentino): partenza della gara non-competitiva.

Nel corso degli anni ottanta, la UISP ridefinì i propri scopi associativi verso il nuovo concetto dello "sport per tutti". Con questa espressione s'intende una visione dello sport basata non sulla competizione, ma sulla partecipazione allargata a tutti, con o senza disabilità. A questa nuova concezione corrispose il cambio del nome dell'associazione in Unione Italiana Sport Per tutti.
La manifestazione più ambiziosa organizzata da UISP per sostenere tale visione dello sport è il Vivicittà. Si tratta di una corsa podistica, nata nel 1984, che si svolge contemporaneamente in numerose città italiane e straniere.

## Organizzazione
Appartengono alla UISP circa 1 300 000 soci, 17 000 associazioni e società affiliate. UISP è presente in tutte le regioni e le province italiane con 142 comitati regionali e territoriali.

## Settori di attività
- Atletica leggera
- Calcio
- Ciclismo
- Canottaggio
- Danza
- Discipline orientali
- Equestri e Cinofile
- Ginnastiche
- Giochi
- Montagna
- Motorismo
- Neve
- Nuoto
- Pallacanestro
- Pallavolo
- Pattinaggio
- Podismo
- Subacquea
- Tennis
- Vela